# Paola Antonelli
Paola Antonelli (Sassari, 13 maggio 1963) è una designer e architetta italiana, inserita nella lista delle cento persone più potenti del mondo dell'arte dalla rivista Art Review. È curatrice del Dipartimento di Architettura e Design del MoMa.

## Biografia
Nata a Sassari da genitori lombardi, lavora a Milano all'ufficio stampa di Armani, scrive di costume su "Il Giornale" di Montanelli, si iscrive all'Università Bocconi per poi passare al Politecnico di Milano e laurearsi in Architettura nel 1990, una professione che poi non eserciterà mai. Paola Antonelli ha curato numerose mostre di architettura e design in Italia, Francia e Giappone. Ha scritto per Domus (1987-91) e Abitare (1992-94).
Dal 1991 al 1993, Antonelli è stata docente presso l'Università della California, Los Angeles  dove ha insegnato storia e teoria del design. Nella primavera del 2003, ha iniziato a tenere un corso di teoria del design presso la Graduate School of Design dell'Università di Harvard. Ha anche tenuto conferenze su design e architettura in Europa e negli Stati Uniti e ha fatto parte di diverse giurie internazionali di architettura e design.
Nel 1994 è assunta dal MoMA di New York come Associate Curator, divenendo Curator nel 2000 e venendo infine nominata Senior Curator nel 2007, grazie al contribuito essenziale svolto per l'inserimento del design tra gli ambiti di ricerca del museo.
Il 7 ottobre 2021 riceve la Laurea Magistrale Honoris Causa in Design del prodotto e della comunicazione visiva dall'Università Iuav di Venezia.
È la curatrice che per la prima volta ha inserito all'interno del dipartimento di design del MoMA una mostra permanente contenente una collezione di videogiochi, in quanto considera  i videogame nel museo come "grande forma di design".